# Oscillatore a ponte di Wien
L'oscillatore a ponte di Wien è un filtro notch concepito da Max Wien nel 1891 e cioè prima dell'invenzione del triodo con cui realizzare gli amplificatori elettronici, sfruttando il principio della retroazione positiva questo oscillatore è in grado di generare un'onda sinusoidale innescata da un rumore termico.
Tra i generatori di forme d'onda, l'oscillatore a ponte di Wien è uno dei più conosciuti.

## Caratteristiche specifiche

Risposta di una rete di Wien vista come filtro tagliabanda

La sua principale caratteristica è l'elevata stabilità della frequenza di oscillazione che, a patto di avere un guadagno pari a 3, cioè di avere {\displaystyle R_{2}=2R_{1}}, è data da:
{\displaystyle f_{0}={\frac {1}{2\pi RC}}}
La presenza delle oscillazioni può essere ricavata imponendo la condizione di Barkhausen relativa al prodotto {\displaystyle \beta \cdot A=1}. In questo caso infatti A è l'amplificazione dell'operazionale in configurazione non invertente e vale {\displaystyle A=1+(R_{2}/R_{1})}. Il termine {\displaystyle \beta } (il coefficiente di reazione) può invece essere agevolmente ricavato dalla rete di reazione positiva e vale: {\displaystyle \beta ={\frac {R\|{\frac {1}{j\cdot \omega C}}}{R\|{\frac {1}{j\cdot \omega C}}+R+{\frac {1}{j\cdot \omega C}}}}={\frac {j\cdot \omega CR}{1-(\omega CR)^{2}+j\cdot 3\omega CR}}}.
In definitiva la condizione di Barkhausen si traduce in una doppia condizione che lega il numero complesso {\displaystyle \beta \cdot A} ad avere fase nulla e modulo unitario.
La condizione sulla fase determina la frequenza di oscillazione mentre la condizione che il modulo deve avere valore unitario, alla frequenza di oscillazione, impone l'amplificazione pari a 3 per cui {\displaystyle R_{2}=2\cdot R_{1}}
L'innesco è possibile se inizialmente {\displaystyle R_{2}>2R_{1}}. Per garantire questa condizione generalmente {\displaystyle R_{2}} viene sostituita da un termistore NTC (Negative Temperature Coefficient) incapsulato in vetro sotto vuoto, in grado di dare ottime distorsioni a frequenze superiori ai 500 Hz. Purtroppo si tratta di un componente ormai introvabile. Oppure si sostituisce {\displaystyle R_{1}} con un termistore PTC (Positive Temperature Coefficient) qual è il filamento di Tungsteno di una lampadina a incandescenza.
La frequenza resta molto stabile essendo determinata dalle derive dei soli 4 componenti passivi della rete RC di Wien.

## Applicazione pratica

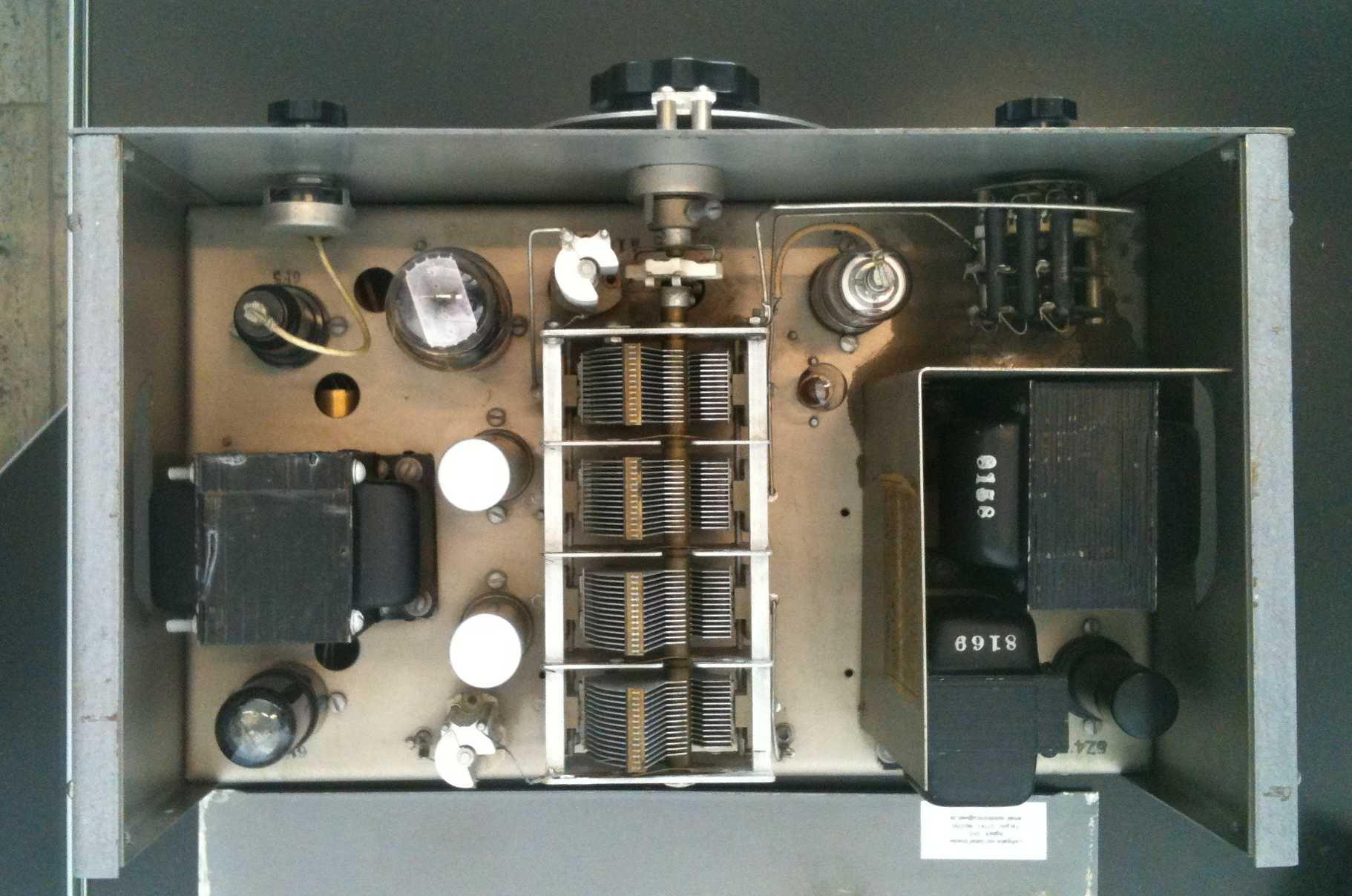
Oscillatore a ponte di Wien Hewlett-Packard HP200A aperto in vista dall'alto in cui è riconoscibile il vistoso condensatore variabile di sintonia.

Una soluzione classica prevede l'utilizzo di una semplice lampadina al posto di {\displaystyle R_{1}}. La resistenza del filamento metallico infatti aumenta quando quest'ultimo si riscalda. Da questo punto di vista, l'uso di una lampadina è del tutto equivalente ad usare un termistore PTC. La bassa inerzia termica della lampadina permette di stabilizzare efficacemente l'ampiezza della sinusoide in uscita, mantenendo la distorsione a valori molto bassi che vedremo salire all'abbassamento della frequenza di lavoro.
Il primo utilizzo di questa configurazione è accreditato a Meacham (nel sistema di regolazione dell'ampiezza del suo oscillatore audio quarzato) nel 1937 ed usato nel 1939 da William Hewlett, fondatore con David Packard della società Hewlett-Packard.
 Il primo prodotto di questa azienda è stato proprio un oscillatore audio a ponte di Wien stabilizzato con una lampadina e commercializzato sotto il nome di HP 200A.
Lo schema in alto mostra il circuito basato su un amplificatore operazionale in grado di evitare il flusso di corrente catodica di riposo nell'elemento termosensibile, ottenendo una migliore stabilizzazione dell'ampiezza del segnale.
Un sistema più affidabile di stabilizzazione vede un FET al posto della resistenza R1 il cui canale pilotato a basso livello si comporta in prima approssimazione come una resistenza. Un secondo operazionale stabilizza con la precisione di un riferimento Zener il livello di uscita

## Oscillatori a ponte di Wien a distorsione bassissima
Nel caso in cui si debbano misurare distorsioni realmente basse il ponte ad operazionale singolo e FET usato come generatore di riferimento comincia a mostrare dei problemi
Il FET ha un comportamento quadratico dando come minimo lo 0,15% di seconda armonica e le reti di compensazione tarate a mano permettono distorsioni fino a 18 ppm ad una singola frequenza (le capacità parassite del FET si fanno sentire nella modulazione del canale e soprattutto spostano ampiezza e fase nella rete di regolazione del guadagno) e per migliorarne il comportamento si può usare una rete in cui il FET verrà alimentato da piccolissimi segnali, ma un sistema a LED-fotoresistenza capace di ridurre l'errore a larga banda fino a 15 ppm con sistemi di taratura molto più semplici diventa preferibile.
La reiezione del modo comune degli amplificatori (sia operazionali sia a transistor discreti) non solo è finita, ma è soprattutto fortemente non lineare e, questo limita l'errore a livelli di 15 ÷ 50 ppm usando operazionali di qualità estrema, e quindi costosi, vedendola salire ad oltre 100 ppm con i più diffusi TL 071/72/81/82.
Un sistema per evitare questo problema è usare entrambi gli amplificatori in modalità negante, cioè porre l'ingresso vero a massa e quello invertente alla giunzione delle 2 reti RC dove il pilotaggio e la regolazione dell'ampiezza saranno delegate ad un altro operazionale invertente con ampiezza d'uscita variabile per mezzo di un sistema a LDR (Light-Dependent Resistor, o fotoresistenza) come spiegato da JL Linsley-Hood in "Wien-Bridge Oscillator with low harmonic distortion" su Wireless World del Maggio 1982, così potrà fornire distorsioni dell'ordine delle 3 parti per milione con integrati di precisione e 10 ppm con gli economici TL 082.
Un documento redatto da Jim Williams della Linear è l'Application Note 43 in cui l'oscillatore di Wien viene visto in molte delle sue varie versioni tra cui quelle a doppio operazionale negante.
Un altro generatore di Williams con 3 ppm di distorsione è quello dell'AN132 sempre della Linear.
L'uso di un moltiplicatore a cella di Gilbert non dà risultati migliori del sistema ad LDR.

## Filtro Passa Alto di Boctor
Un ponte di Wien degenere può essere usato come filtro passa alto (reference IEEED Trans. Circuits and systems vol CAS22 pag 875÷881).